# 東京瓦斯
東京瓦斯（日语：／ Tōkyō Gasu */?；公司正式名稱全以漢字書寫為）是日本最大的燃氣供應商，也是世界最大的民生用燃氣供應商，服務範圍涵蓋東京都和其鄰近的關東6縣部分區域。

## 歷史
為了向一般大眾提供燃氣服務，東京府在1876年成立東京府瓦斯局。1885年10月，澀澤榮一、淺野總一郎從東京府接手了東京府瓦斯局，創立東京瓦斯會社，成為民營公司。1893年10月，依照商法而將公司更名為東京瓦斯株式會社。之後陸續合併4家東京近郊及互為競爭的燃氣公司，逐漸發展成今日的規模。1985年，適逢創業100週年，東京瓦斯導入新的企業識別系統，也將公司品牌以英文定為「TOKYO GAS」，廣泛使用在廣告與品牌塑造上。

## 營業區域

### 自營區域
- 東京都 東京23區、八王子市、立川市、武藏野市、三鷹市、府中市、調布市、町田市、小金井市、小平市、日野市、東村山市、國分寺市、國立市、狛江市、東大和市、清瀨市、東久留米市、多摩市、稻城市、西東京市
- 神奈川縣 橫濱市、川崎市、相模原市、橫須賀市、平塚市、鎌倉市、藤澤市、茅崎市、逗子市、三浦市、大和市、海老名市、座間市、南足柄市、綾瀨市、三浦郡葉山町、高座郡寒川町、中郡大磯町、足柄上郡中井町、足柄上郡開成町
- 千葉縣 千葉市（綠區和中央區的南部除外）、木更津市、八千代市（部分地區除外）、君津市、富津市、四街道市、袖浦市、八街市、佐倉市、印西市、白井市
- 埼玉縣 埼玉市（部分地區除外）、川口市、所澤市、上尾市、草加市、蕨市、戶田市、朝霞市、和光市、新座市、久喜市（西部）、八潮市、三鄉市、蓮田市、北足立郡伊奈町、南埼玉郡白岡町、熊谷市、行田市、深谷市、鴻巢市（北西部、中南部）
- 茨城縣 日立市、龍崎市、牛久市、北相馬郡利根町、稻敷郡阿見町、取手市（前 北相馬郡藤代町（日语：藤代町））、筑波市（前 稻敷郡莖崎町）
- 栃木縣 宇都宮市、真岡市、河内郡上三川町、芳賀郡芳賀町、塩谷郡高根澤町
- 群馬縣 前橋市、高崎市、藤岡市

### 使用其供氣業者
相對於沒有LNG輸入體制與都市瓦斯製造設備的內陸瓦斯業者，東京瓦斯從海外調度LNG並用來生產都市瓦斯。
藉由管線輸送向東京瓦斯購買的一般瓦斯業者（2013年）
- 千葉瓦斯（日语：千葉ガス）
- 習志野市企業局
- 厚木瓦斯（日语：厚木ガス）
- 大東瓦斯（日语：大東ガス）
- 美浦瓦斯
- 京葉瓦斯（日语：京葉ガス）
- 筑波學園瓦斯（日语：筑波学園ガス）
- 武州瓦斯（日语：武州ガス）
- 昭島瓦斯
- 東彩瓦斯（日语：東彩ガス）
- 東部瓦斯（日语：東部ガス）
- 大多喜瓦斯（日语：大多喜ガス）
- 東日本瓦斯（日语：東日本ガス）
- 鷲宮瓦斯（日语：鷲宮ガス）
- 秦野瓦斯（日语：秦野ガス）
- 小田原瓦斯
- 太田都市瓦斯
- 武陽瓦斯（日语：武陽ガス）
- 栃木瓦斯
- 佐野瓦斯
- 北日本瓦斯（日语：北日本ガス）
- 日本瓦斯（日语：日本ガス）
- 關東天然燃氣開發（日语：関東天然燃氣開発）
- 東上瓦斯（日语：東上ガス）
- 伊奈都市瓦斯
- 野田瓦斯
- 館林瓦斯

購買LNG的一般瓦斯業者
透過內航船與LNG油罐車向東京瓦斯購買的業者（2013年）
- 松榮瓦斯
- 常磐都市瓦斯
- 西武瓦斯（日语：西武ガス）
- 總武瓦斯
- 磐城瓦斯
- 東部瓦斯（日语：東部ガス）
- 秩父瓦斯
- 澀川瓦斯
- 北海道瓦斯（日语：北海道ガス）
- 常磐共同瓦斯

另外，針對沒有都市瓦斯管線的（北至福島縣、西至長野縣）工廠，是利用工業用的LNG油罐車進行運送。

## LNG基地
根岸LNG基地 

神奈川縣橫濱市磯子區新磯子町34
袖浦LNG基地 

千葉縣袖浦市中袖1-1

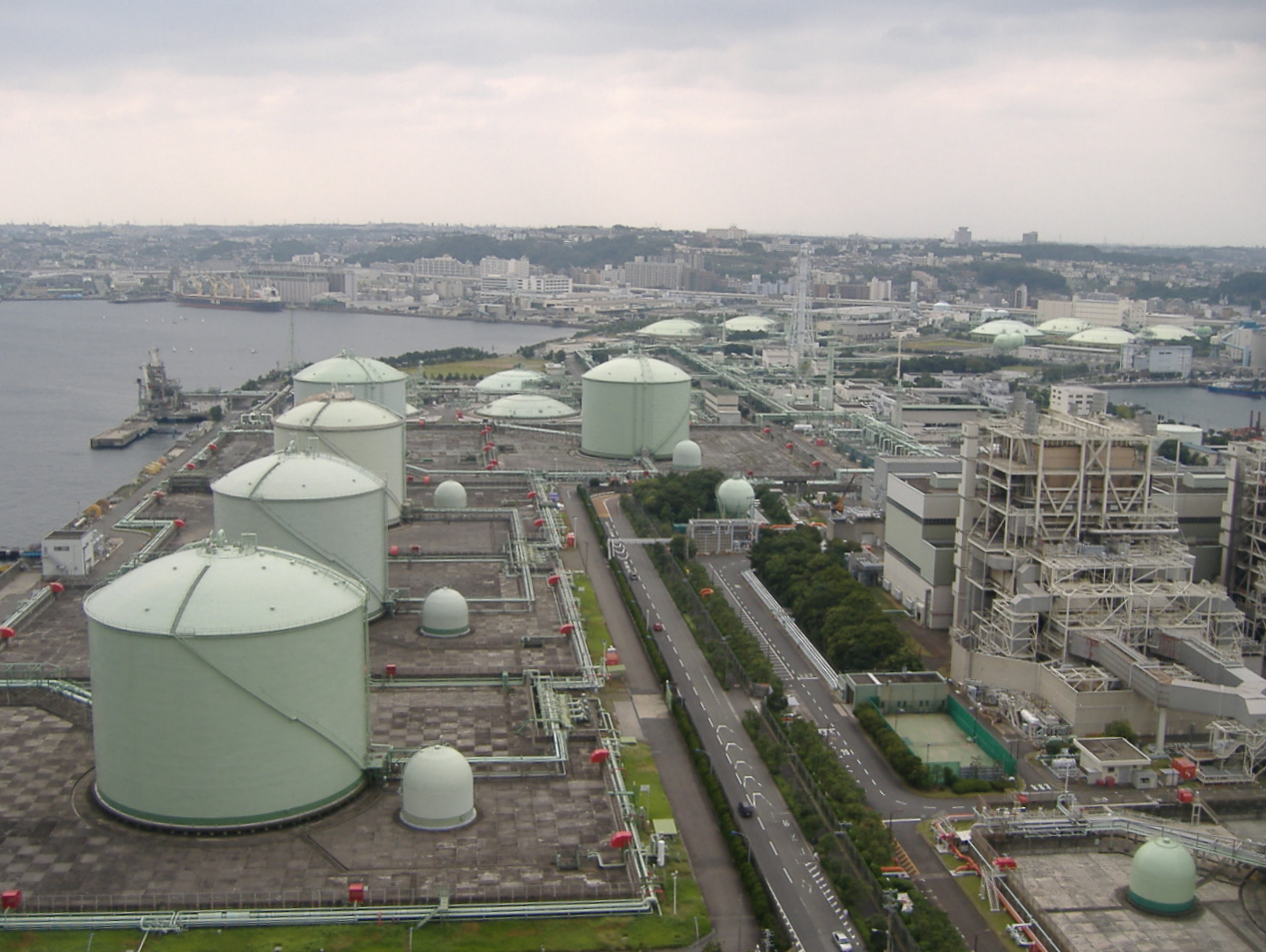
根岸LNG基地

位於京葉地區的袖浦基地是世界最大級的LNG輸入基地，也是日本第一座LNG專用工廠。為供給首都圈都市瓦斯的重要能源中心。　
扇島LNG基地 

神奈川縣橫濱市鶴見區扇島4-1
三間工廠的總容量達361.5萬千公升（超過20億立方公尺）。

## 企業館

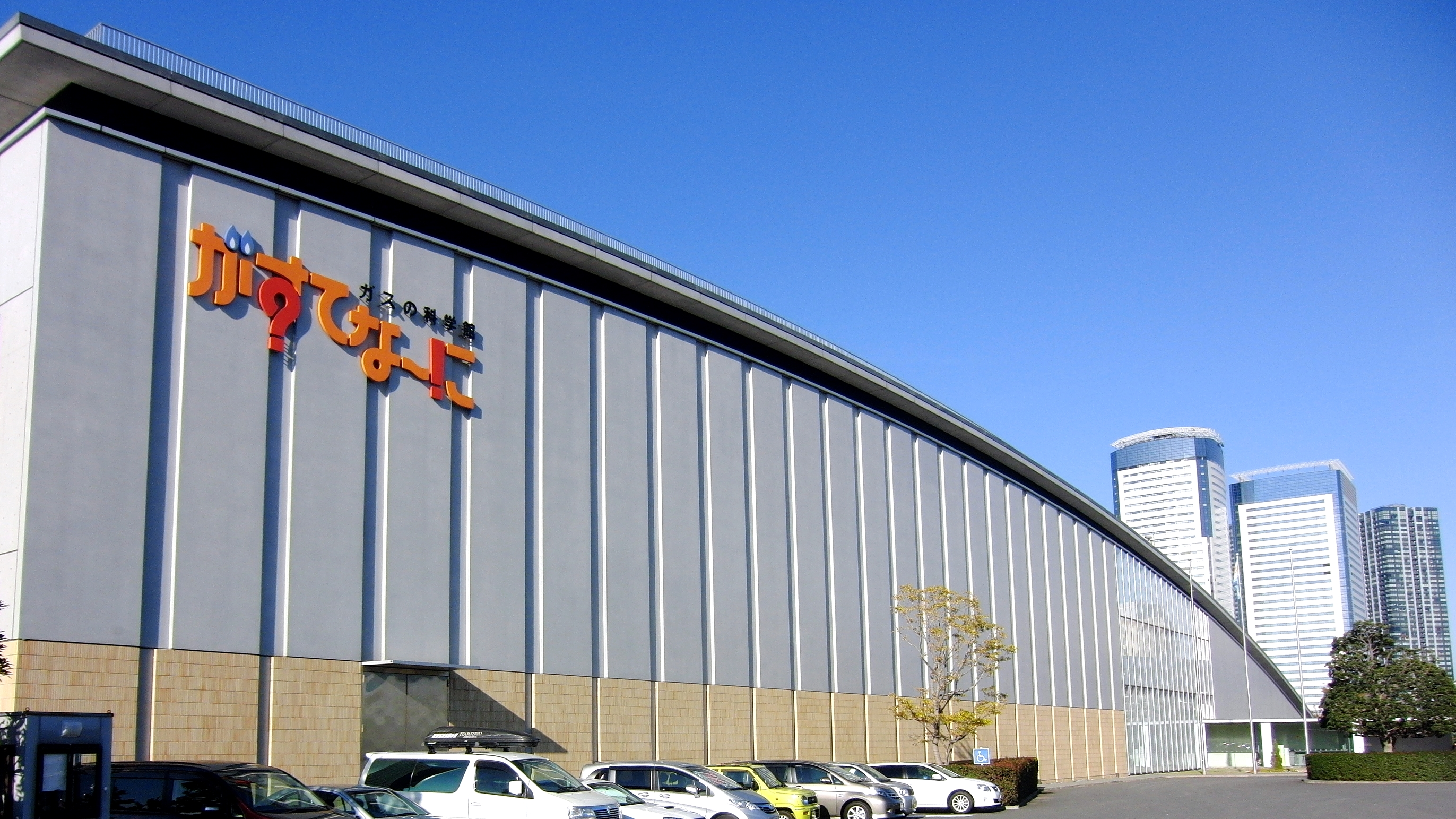
瓦斯科學館

- 瓦斯科學館（日语：ガスの科学館）（がすてなーに）：東京都江東區豐洲
- 環境能源館（日语：環境エネルギー館）：神奈川縣橫濱市鶴見區
- GAS MUSEUM 瓦斯資料館（日语：GAS MUSEUM がす資料館）：東京都小平市

## 相關企業
連結子公司
- 東京瓦斯能源（日语：東京ガスエネルギー）（液化石油氣及車用瓦斯焦炭銷售）
- 東京車用瓦斯（東京オートガス）（瓦斯車加氣站經營）
- 千葉瓦斯（日语：千葉ガス）（地方都市瓦斯公司）
- 筑波學園瓦斯（日语：筑波学園ガス）（地方都市瓦斯公司）
- 松榮瓦斯（地方都市瓦斯公司）
- 鷲宮瓦斯（日语：鷲宮ガス）（地方都市瓦斯公司）
- 栃木瓦斯（地方都市瓦斯公司）
- 美浦瓦斯（地方都市瓦斯公司）
- ENERGY ADVANCE（エネルギーアドバンス）（能源服務事業）
- GASTAR（日语：ガスター）（瓦斯機器製造銷售、與林內等業務、資本合作）
- 東京器工（住宅機器銷售維護及東京瓦斯的支援業務）
- 長野都市瓦斯（日语：長野都市ガス）（隨著長野縣瓦斯事業的民營化脫離東京瓦斯）
- 東京瓦斯化學（日语：東京ガスケミカル）（工業用瓦斯及石油製品銷售）
- 東京惰性氣體（東京レアガス）（惰性氣體充填業務）
- 東京瓦斯租賃（日语：東京ガスリース）（瓦斯器具及工程費用分期處理及租賃業務）
- 日本超低溫（日语：日本超低温）（冷凍倉庫經營）
- 東京瓦斯山梨（甲府市為中心的液化石油氣銷售與舊甲府支社的都市瓦斯業務）
- Capty（キャプティ）（瓦斯管線工程、瓦斯設備工程業務）
  - Capty Livelic（キャプティライブリック）（東京瓦斯代理店[Enesta]（エネスタ）業務、瓦斯設備工程業務）
  - Capty Customer Service（キャプティカスタマーサービス）（瓦斯設備安全點檢、抄表、收款業務）
  - Capty  Tech（キャプティテック）（瓦斯設備工程的技術技能傳承）
- 昭和運輸（甲府市為中心的液化石油氣配送）
- 東京瓦斯LPG Terminal（東京ガスLPGターミナル）（液化石油氣進出及油罐車業務）
- 東京LNG液貨船（東京エルエヌジータンカー）（LNG船及LPG船持有與航運管理業務）
- 東京瓦斯工程（日语：東京ガスエンジニアリング）（氣體能源製造、利用、供給事業）
- 東京炭酸（二氧化碳充填）
- 東京瓦斯橫須賀電力（東京ガス横須賀パワー）（東京電力IPP事業）
- 東京液化酸素（液化氮、液化氧製造）
- 東京瓦斯都市開發（建物管理等）
- 花園塔飯店（パークタワーホテル）（東京柏悅酒店（日语：パークハイアット東京）營運）
- 東京瓦斯設施服務（東京ガスファシリティサービス）（空調管理、警備、清掃等大樓維護業務）
- TG情報網路（日语：ティージー情報ネットワーク） (東京瓦斯集團的系統整合者，提供諮詢、系統開發、基礎架構建設、運用、維護管理)

相關、合作公司
- 東京瓦斯Lifeval（日语：東京ガスライフバル）38社（東京瓦斯出資超過30%。其中上總、東大田、南世田谷、千葉、南多摩、相模原為東京瓦斯連結子公司）
- ENELIFE CARRIER（エネライフ・キャリアー）（液化石油氣配送及充填業務）
- 川崎天然氣發電（日语：川崎天然ガス発電）（與JX能源的共同出資企業。營運神奈川縣川崎市川崎區扇町的天然氣火力發電廠）
- 靜岡瓦斯（日语：静岡ガス）（2000年9月起資本、業務合作）
- 東日本住宅評價中心（住宅檢查公司）
- ENNET（日语：エネット）（與NTT設施（日语：NTTファシリティーズ）、大阪瓦斯的共同出資電力零售公司）
- 扇島電力（日语：扇島パワー）（與昭和殼牌石油（日语：昭和シェル石油）共同出資。營運神奈川縣橫濱市鶴見區扇島的天然氣火力發電廠）
- 東京足球俱樂部（FC東京經營者）
- 北海道瓦斯（日语：北海道ガス）（主要股東）

## 外部連結
- 東京瓦斯 （页面存档备份，存于）
- 財團法人日本燃氣協會 （页面存档备份，存于）